# Пол Еннекон
Пол Еннекон (англ. Paul Annacone; нар. 20 березня 1963) — колишній американський тенісист.
Найвищу одиночну позицію світового рейтингу — 12 місце досяг 3 березня, 1986, парну — 3 місце — 6 квітня, 1987 року.
Здобув 3 одиночні та 14 парних титулів.
Перемагав на турнірах Великого шолома в парному розряді.
Завершив кар'єру 1998 року.

## Фінали за кар'єру

### Одиночний розряд: 6 (3–3)
| Легенда                |
| ---------------------- |
| Великий шлем (0)       |
| Tennis Masters Cup (0) |
| Серія Мастерс ATP (0)  |
| Grand Prix (3)         |

| Титули за покриттям |
| ------------------- |
| Тверде (1)          |
| Ґрунт (0)           |
| Трава (0)           |
| Килим (2)           |

| Результат | W/L | Дата     | Турнір                   | Покриття  | Суперник       | Рахунок                       |
| --------- | --- | -------- | ------------------------ | --------- | -------------- | ----------------------------- |
| Поразка   | 1.  | Кві 1985 | WCT Atlanta, Джорджія    | Килим (i) | Джон Макінрой  | 6–7(2–7), 6–7(5–7), 2–6       |
| Перемога  | 2.  | Вер 1985 | Лос-Анджелес, Каліфорнія | Тверде    | Стефан Едберг  | 7–6(7–5), 6–7(8–10), 7–6(7–4) |
| Перемога  | 3.  | Жов 1985 | Брисбен, Австралія       | Килим (i) | Келле Евернден | 6–3, 6–3                      |
| Поразка   | 4.  | Жов 1985 | Мельбурн, Австралія      | Килим (i) | Марті Девіс    | 4–6, 4–6                      |
| Поразка   | 5.  | Лип 1988 | Страттон Маунтін, США    | Тверде    | Андре Агассі   | 2–6, 4–6                      |
| Перемога  | 6.  | Жов 1989 | Відень, Австрія          | Килим (i) | Келле Евернден | 6–7(5–7), 6–4, 6–1, 2–6, 6–3  |

### Парний розряд: 30 (14–16)
| Легенда                |
| ---------------------- |
| Великий шлем (1)       |
| Tennis Masters Cup (0) |
| Серія Мастерс ATP (1)  |
| Grand Prix (12)        |

| Титули за покриттям |
| ------------------- |
| Тверде (5)          |
| Ґрунт (1)           |
| Трава (2)           |
| Килим (6)           |

| Результат | W/L | Дата     | Турнір                                           | Покриття   | Партнер                     | Суперники                                 | Рахунок                 |
| --------- | --- | -------- | ------------------------------------------------ | ---------- | --------------------------- | ----------------------------------------- | ----------------------- |
| Поразка   | 1.  | Жов 1983 | Кельн, Німеччина                                 | Килим (i)  | Ерік Коріта                 | Флорін Сегирчяну Нік Савіано              | 3–6, 4–6                |
| Поразка   | 2.  | Лип 1984 | Лівінгстон, США                                  | Тверде     | Гленн Мічібата              | Скотт Девіс Вен Тестермен                 | 4–6, 4–6                |
| Перемога  | 3.  | Гру 1984 | Sydney International, Австралія                  | Трава      | Хрісто ван Ренсбург         | Том Галліксон Скотт Маккейн               | 7–6, 7–5                |
| Перемога  | 4.  | Лют 1985 | Дельрей-Біч, США                                 | Тверде     | Крісто ван Ренсбург         | Шервуд Стюарт Кім Ворвік                  | 7–5, 7–5, 6–4           |
| Перемога  | 5.  | Кві 1985 | Атланта, США                                     | Килим (i)  | Крісто ван Ренсбург         | Стів Дентон Томаш Шмід                    | 6–4, 6–3                |
| Поразка   | 6.  | Кві 1985 | Лас-Вегас, США                                   | Тверде     | Хрісто ван Ренсбург         | Пет Кеш Джон Фіцджеральд (тенісист)       | 6–7, 7–6, 6–7           |
| Поразка   | 7.  | Лип 1985 | Ньюпорт, США                                     | Трава      | Крісто ван Ренсбург         | Пітер Дуен Семмі Джаммалва                | 1–6, 3–6                |
| Поразка   | 8.  | Вер 1985 | Лос-Анджелес, США                                | Тверде     | Крісто ван Ренсбург         | Скотт Девіс Роберт Вант Гоф               | 3–6, 6–7                |
| Перемога  | 9.  | Вер 1985 | Сан-Франциско, США                               | Килим      | Крісто ван Ренсбург         | Бред Гілберт Сенді Меєр                   | 3–6, 6–3, 6–4           |
| Перемога  | 10. | Лис 1985 | Відкритий чемпіонат Австралії з тенісу, Мельбурн | Трава      | Крісто ван Ренсбург         | Марк Едмондсон Кім Ворвік                 | 3–6, 7–6, 6–4, 6–4      |
| Поразка   | 11. | Січ 1986 | WCT World Doubles, Лондон                        | Килим (i)  | Крісто ван Ренсбург         | Гайнц Ґюнтгардт Балаж Тароці              | 4–6, 6–1, 6–7, 7–6, 4–6 |
| Поразка   | 12. | Сер 1986 | Страттон Маунтін, США                            | Тверде     | Крісто ван Ренсбург         | Пітер Флемінг Джон Макінрой               | 3–6, 6–3, 3–6           |
| Перемога  | 13. | Лют 1987 | Кі-Біскейн, США                                  | Тверде     | Крісто ван Ренсбург         | Кен Флек Роберт Сегусо                    | 6–2, 6–4, 6–4           |
| Поразка   | 14. | Бер 1987 | Орландо, США                                     | Тверде     | Крісто ван Ренсбург         | Шервуд Стюарт Кім Ворвік                  | 6–2, 6–7, 4–6           |
| Перемога  | 15. | Бер 1987 | Чикаго, США                                      | Килим (i)  | Крісто ван Ренсбург         | Майк Де Палмер Гері Доннеллі              | 6–3, 7–6(7–4)           |
| Перемога  | 16. | Кві 1987 | Токіо, Японія                                    | Тверде     | Кевін Каррен                | Андрес Гомес Андерс Яррід                 | 6–4, 7–6                |
| Поразка   | 17. | Лип 1988 | Скенектаді, США                                  | Тверде     | Патрік Макінрой             | Александр Мронц Грег Ван Ембург           | 3–6, 7–6, 5–7           |
| Перемога  | 18. | Жов 1988 | Париж, Франція                                   | Килим (i)  | Джон Фіцджеральд (тенісист) | Джим Грабб Хрісто ван Ренсбург            | 6–2, 6–2                |
| Поразка   | 19. | Жов 1988 | Стокгольм, Швеція                                | Тверде (i) | Джон Фіцджеральд (тенісист) | Кевін Каррен Джим Грабб                   | 5–7, 4–6                |
| Перемога  | 20. | Лют 1989 | Мемфіс, США                                      | Тверде (i) | Крісто ван Ренсбург         | Скотт Девіс Тім Вілкінсон                 | 7–6, 6–7, 6–1           |
| Перемога  | 21. | Лют 1989 | Філадельфія, США                                 | Килим (i)  | Крісто ван Ренсбург         | Рік Ліч Джим П'ю                          | 6–3, 7–5                |
| Поразка   | 22. | Бер 1989 | Скоттсдейл, США                                  | Тверде     | Крісто ван Ренсбург         | Рік Ліч Джим П'ю                          | 7–6, 3–6, 2–6, 6–2, 4–6 |
| Поразка   | 23. | Вер 1989 | Сан-Франциско, США                               | Килим      | Крісто ван Ренсбург         | Пітер Олдріч Дані Віссер                  | 4–6, 3–6                |
| Поразка   | 24. | Жов 1989 | Відень, Австрія                                  | Килим (i)  | Келле Евернден              | Ян Гуннарссон Андерс Яррід                | 2–6, 3–6                |
| Перемога  | 25. | Лип 1990 | Торонто, Канада                                  | Тверде     | Девід Вітон                 | Бродерік Дайк Петер Лундгрен              | 6–1, 7–6                |
| Поразка   | 26. | Сер 1990 | Відкритий чемпіонат США з тенісу, Нью-Йорк       | Тверде     | Девід Вітон                 | Пітер Олдріч Дані Віссер                  | 2–6, 6–7(3–7), 2–6      |
| Поразка   | 27. | Лип 1992 | Ньюпорт, США                                     | Трава      | Девід Вітон                 | Ройсе Деппе Давід Рікл                    | 4–6, 4–6                |
| Перемога  | 28. | Кві 1993 | Атланта, США                                     | Ґрунт      | Річі Ренеберг               | Тодд Мартін Джаред Палмер                 | 6–4, 7–6                |
| Поразка   | 29. | Тра 1993 | Корал-Спрінгс, США                               | Ґрунт      | Даг Флек                    | Патрік Макінрой Джонатан Старк (тенісист) | 4–6, 3–6                |
| Перемога  | 30. | Жов 1993 | Пекін, КНР                                       | Килим (i)  | Даг Флек                    | Якко Елтінг Паул Гаргейс                  | 7–6, 6–3                |

## Досягнення в парному розряді
| W | Ф | ПФ | ЧФ | #Р | КТ | К# | DNQ | A | NH |

| Турнір                                 | 1984                                          | 1985                                          | 1986                                          | 1987                                          | 1988                                          | 1989                                          | 1990  | 1991  | 1992  | 1993  | 1994  | 1995  | 1996  | 1997  | 1998  | 1999  | Career SR | Виграшів-поразок за кар'єру |
| -------------------------------------- | --------------------------------------------- | --------------------------------------------- | --------------------------------------------- | --------------------------------------------- | --------------------------------------------- | --------------------------------------------- | ----- | ----- | ----- | ----- | ----- | ----- | ----- | ----- | ----- | ----- | --------- | --------------------------- |
| Турніри Великого шолома                |                                               |                                               |                                               |                                               |                                               |                                               |       |       |       |       |       |       |       |       |       |       |           |                             |
| Відкритий чемпіонат Австралії з тенісу |                                               | П                                             | NH                                            | ПФ                                            | 3р                                            |                                               | 3р    |       | 1р    |       | 1р    | 2р    |       |       |       |       | 1 / 7     | 13–6                        |
| Відкритий чемпіонат Франції з тенісу   |                                               | ЧФ                                            |                                               | 2р                                            | 3р                                            |                                               |       | 1р    |       |       | 3р    |       |       |       |       |       | 0 / 5     | 8–5                         |
| Вімблдонський турнір                   | 2р                                            | ЧФ                                            | ПФ                                            | ЧФ                                            | 2р                                            | 1р                                            | 1р    | ЧФ    | 1р    | 1р    | 2р    |       |       |       |       |       | 0 / 11    | 16–11                       |
| Відкритий чемпіонат США з тенісу       | 2р                                            | 3р                                            | 3р                                            | ЧФ                                            | ЧФ                                            | ПФ                                            | Ф     | 2р    | 1р    | 2р    | 3р    |       |       |       |       |       | 0 / 11    | 24–11                       |
| Великий Шлем SR                        | 0 / 2                                         | 1 / 4                                         | 0 / 2                                         | 0 / 4                                         | 0 / 4                                         | 0 / 2                                         | 0 / 3 | 0 / 3 | 0 / 3 | 0 / 2 | 0 / 4 | 0 / 1 | 0 / 0 | 0 / 0 | 0 / 0 | 0 / 0 | 1 / 34    | N/A                         |
| Annual win–loss                        | 2–2                                           | 13–3                                          | 6–2                                           | 10–4                                          | 8–4                                           | 4–2                                           | 7–3   | 4–3   | 0–3   | 1–2   | 5–4   | 1–1   | 0–0   | 0–0   | 0–0   | 0–0   | N/A       | 61–33                       |
| Серія Мастерс ATP                      |                                               |                                               |                                               |                                               |                                               |                                               |       |       |       |       |       |       |       |       |       |       |           |                             |
| Індіан-Веллс                           | До 1990 року це не були турніри серії Мастерс | До 1990 року це не були турніри серії Мастерс | До 1990 року це не були турніри серії Мастерс | До 1990 року це не були турніри серії Мастерс | До 1990 року це не були турніри серії Мастерс | До 1990 року це не були турніри серії Мастерс | 1р    |       | 2р    |       |       | 1р    |       |       |       |       | 0 / 3     | 1–3                         |
| Відкритий чемпіонат Маямі з тенісу     | До 1990 року це не були турніри серії Мастерс | До 1990 року це не були турніри серії Мастерс | До 1990 року це не були турніри серії Мастерс | До 1990 року це не були турніри серії Мастерс | До 1990 року це не були турніри серії Мастерс | До 1990 року це не були турніри серії Мастерс |       |       | 1р    | ПФ    | 2р    |       |       |       |       |       | 0 / 3     | 5–2                         |
| Монте-Карло                            | До 1990 року це не були турніри серії Мастерс | До 1990 року це не були турніри серії Мастерс | До 1990 року це не були турніри серії Мастерс | До 1990 року це не були турніри серії Мастерс | До 1990 року це не були турніри серії Мастерс | До 1990 року це не були турніри серії Мастерс |       |       |       | 1р    |       |       |       |       | 1р    |       | 0 / 2     | 0–2                         |
| Рим                                    | До 1990 року це не були турніри серії Мастерс | До 1990 року це не були турніри серії Мастерс | До 1990 року це не були турніри серії Мастерс | До 1990 року це не були турніри серії Мастерс | До 1990 року це не були турніри серії Мастерс | До 1990 року це не були турніри серії Мастерс |       |       |       |       |       |       |       |       |       |       | 0 / 0     | 0–0                         |
| Гамбург                                | До 1990 року це не були турніри серії Мастерс | До 1990 року це не були турніри серії Мастерс | До 1990 року це не були турніри серії Мастерс | До 1990 року це не були турніри серії Мастерс | До 1990 року це не були турніри серії Мастерс | До 1990 року це не були турніри серії Мастерс |       |       |       |       |       |       |       |       |       |       | 0 / 0     | 0–0                         |
| Мастерс Канада                         | До 1990 року це не були турніри серії Мастерс | До 1990 року це не були турніри серії Мастерс | До 1990 року це не були турніри серії Мастерс | До 1990 року це не були турніри серії Мастерс | До 1990 року це не були турніри серії Мастерс | До 1990 року це не були турніри серії Мастерс | П     | 1р    |       |       | 2р    |       |       |       |       |       | 1 / 3     | 6–2                         |
| Мастерс Цинциннаті                     | До 1990 року це не були турніри серії Мастерс | До 1990 року це не були турніри серії Мастерс | До 1990 року це не були турніри серії Мастерс | До 1990 року це не були турніри серії Мастерс | До 1990 року це не були турніри серії Мастерс | До 1990 року це не були турніри серії Мастерс |       | 1р    |       | 2р    |       |       |       |       |       |       | 0 / 2     | 1–2                         |
| Штутгарт (Стокгольм)                   | До 1990 року це не були турніри серії Мастерс | До 1990 року це не були турніри серії Мастерс | До 1990 року це не були турніри серії Мастерс | До 1990 року це не були турніри серії Мастерс | До 1990 року це не були турніри серії Мастерс | До 1990 року це не були турніри серії Мастерс | 2р    |       |       |       |       |       |       |       |       |       | 0 / 1     | 1–1                         |
| Париж                                  | До 1990 року це не були турніри серії Мастерс | До 1990 року це не були турніри серії Мастерс | До 1990 року це не були турніри серії Мастерс | До 1990 року це не були турніри серії Мастерс | До 1990 року це не були турніри серії Мастерс | До 1990 року це не були турніри серії Мастерс | 1р    |       |       |       |       |       |       |       |       |       | 0 / 1     | 0–1                         |
| Серія Мастерс SR                       | N/A                                           | N/A                                           | N/A                                           | N/A                                           | N/A                                           | N/A                                           | 1 / 4 | 0 / 2 | 0 / 2 | 0 / 3 | 0 / 2 | 0 / 1 | 0 / 0 | 0 / 0 | 0 / 1 | 0 / 0 | 1 / 15    | N/A                         |
| Annual win–loss                        | N/A                                           | N/A                                           | N/A                                           | N/A                                           | N/A                                           | N/A                                           | 7–3   | 0–2   | 0–2   | 5–2   | 2–2   | 0–1   | 0–0   | 0–0   | 0–1   | 0–0   | N/A       | 14–13                       |
| Рейтинг на кінець року                 | 76                                            | 5                                             | 26                                            | 9                                             | 21                                            | 18                                            | 29    | 217   | 247   | 72    | 97    | 514   | -     | -     | 1384  | 1357  | N/A       | N/A                         |